# Clarinda
Clarinda ist eine Stadt in Iowa. Sie ist der Verwaltungssitz (County Seat) des Page County. Die Zahl der Einwohner betrug 2019 5366.

## Geschichte
Clarinda wurde 1851 gegründet und am 8. Dezember 1866 zu einer Gemeinde. Die Stadt ist nach Clarinda Buck benannt, die der Legende nach Wasser zu den Landvermessern trug, als das Page County zum ersten Mal vermessen wurde.
Im Jahr 1943, während des Zweiten Weltkriegs, wurde in Clarinda ein Internierungslager für 3000 Kriegsgefangene mit 60 Baracken und einem 150-Betten-Krankenhaus errichtet. Deutsche Gefangene waren die ersten, die im Camp Clarinda ankamen, gefolgt von italienischen und japanischen Kriegsgefangenen im Jahr 1945.

## Demografie
Nach einer Schätzung von 2019 leben in Clarinda 5366 Menschen. Die Bevölkerung teilt sich auf in 88,3 % Weiße, 4,3 % Afroamerikaner, 1,2 % amerikanische Ureinwohner, 2,2 % Asiaten, 0,4 % Ozeanier und 3,1 % mit zwei oder mehr Ethnizitäten. Hispanics oder Latinos aller Ethnien machten 3,9 % der Bevölkerung aus. Das mittlere Haushaltseinkommen lag bei 50.013 US-Dollar und die Armutsquote bei 10,6 %.

## Verkehr
Clarinda liegt am US Highway 71 und Iowa Highway 2. In der Vergangenheit führten beide Highways durch das Stadtzentrum, aber jetzt gibt es eine Umgehungsstraße, die beide Highways in den Süden und Osten von Clarinda selbst führt. Früher verfügte die Siedlung über eine Eisenbahnverbindung, welche es heute allerdings nicht mehr gibt.

## Söhne und Töchter der Stadt
- Glenn Miller (1904–1944), Musiker
- Norman Maclean (1902–1990), Autor und Professor für Englische Literatur
- Edwin Harris Colbert (1905–2001), Wirbeltierpaläontologe
- Marilyn Maxwell (1921–1972), Schauspielerin
- Billy Aaron Brown (* 1981), Schauspieler